# Hôpital Foch

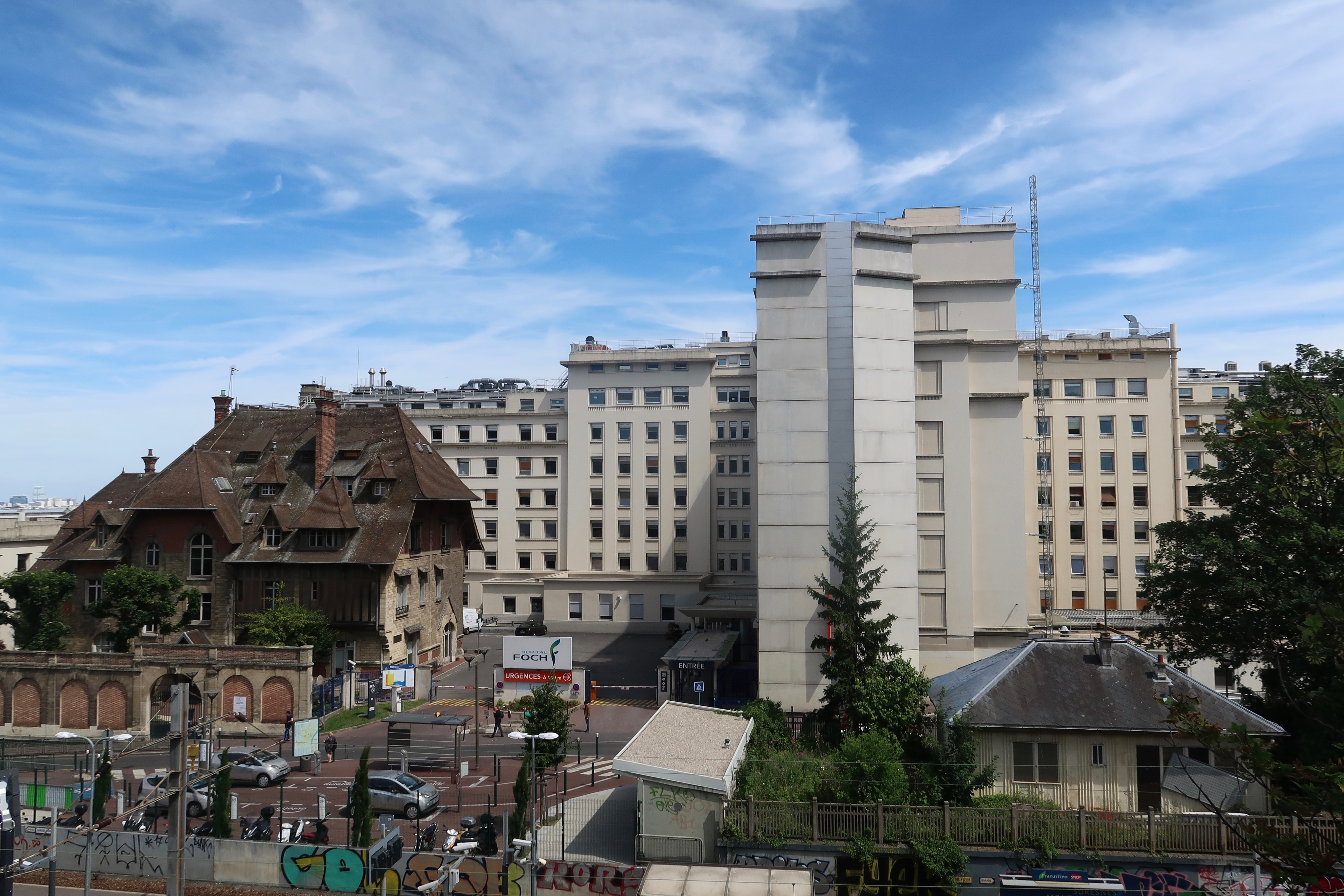
Hôpital Foch

Hôpital Foch je veřejná fakultní nemocnice v Suresnes.
Tato součást Établissement de santé privé d'intérêt collectif a výukové nemocnice Univerzita Versailles Saint Quentin en Yvelines je jednou z největších evropských nemocnic.
Byla založena v roce 1929.